# Lago Kungasalach
Il lago Kungasalach (in russo озеро Кунгасалах?) è un lago della Siberia, situato nella penisola del Tajmyr, a sud-est dei monti Byrranga e a est del lago Tajmyr. Dal punto di vista amministrativo si trova nel Tajmyrskij rajon del Territorio di Krasnojarsk, nel Circondario federale della Siberia.

## Geografia
Il lago, che ha una lunghezza di 27 km e una larghezza di 15 km, ha una superficie di 270 km² e si trova a un'altezza di 76 m s.l.m. La sua costa è lunga 72 km. Il suo principale affluente è il fiume Chutudatari (река Хутудатари), che sfocia nella parte nord del lago. A sud-est un canale collega il Kungasalach al lago Arytach (озеро Арытах) e da quest'ultimo ha origine il fiume Novaja (река Новая), affluente di sinistra della Chatanga. Il lago è alimentato da neve e pioggia e congela da settembre a luglio.

### Fauna
Il lago è ricco di risorse ittiche: vi si trovano pesci del genere Salvelinus, Rutilus e Coregonus, l'abramide, il muksun e il luccio. Sulle rive nidificano oche, anatre, strolaghe, sterne, gabbiani e la pernice bianca nordica.